# Österreichische Selbsthilfe-Initiative Stottern
Die Österreichische Selbsthilfe-Initiative Stottern ist ein Zusammenschluss von Betroffenen in einem gemeinnützigen Verein in Österreich, der sich zum Ziel gesetzt hat, das Tabu des Stotterns in der Öffentlichkeit zu durchbrechen und für eine positive Gesprächsgrundlage zwischen Betroffenen, Angehörigen, Therapeuten und Nichtstotternden zu sorgen. Durch Informationsangebote sollen Wissensdefizite abgedeckt und durch Seminare und Weiterbildung neue Erkenntnisse verbreitet werden.

## Geschichte
Eingetragen wurde der Verein am 19. Juli 1990 als 'Österreich-Selbsthilfe-Initiative für Stottern (ÖSIS)'. Die konstituierende Generalversammlung tagte im November 1990 in Innsbruck. Die Vereinsbezeichnung wurde bislang zwei Mal geringfügig geändert (über „Österreich-Selbsthilfe-Initiative für Stottern“ in „Österreichische Selbsthilfe-Initiative Stottern“ (ab 1998)).
Die ÖSIS erhielt beim Wettbewerb des Bundesministeriums für Umwelt, Jugend und Familie den Hauptpreis für das Projekt „Vorsorge bei stotternden Kindern und Jugendlichen“.
Offizielles Vereins-Logo sind seit Frühjahr 1991 die sog. „Nüsse“; im Juli 1993 wird der „Sprach-Nussbaum“ im Innsbrucker Rappoldipark von Herrn Stadtrat Eugen Sprenger und dem damaligen Vereins-Obmann Georg Goller gepflanzt. Seit dem 4. Juli 2013 weist eine Gedenktafel auf den Bezug zur Vereinsgründung hin. Stotternde Menschen sollten 'Nüsse knacken, bevor sie hart sind'.
Im Mai 2000 bekam die ÖSIS eine von Wirtschaftskammer, Tourismusverband, sowie dem Bürgermeister der Stadt Wien unterzeichnete Urkunde für die Durchführung des ELSA „Stuttering Congress“ im März 1999.

## Struktur
Seit September 1992 unterhält der Verein ein Büro in der Nähe des in Innsbrucker Hauptbahnhofs, in welchem die Vereinsgeschäfte organisiert werden, Publikumsverkehr und Beratung stattfindet und die Mitgliedszeitschrift 'dialog' und die Vereins-Website redaktionell bearbeitet werden.
Die folgenden Selbsthilfegruppen werden von der ÖSIS unterstützt:
- Oberösterreich: Linz
- Salzburg: Salzburg
- Steiermark: Graz
- Tirol: Innsbruck
- Vorarlberg: Dornbirn
- Kärnten
- Wien: Wien
- Südtirol: Brixen

Des Weiteren gibt es eine separate Eltern-Kind-Gruppe.

## Aufgaben
- Interessenvertretung stotternder Menschen in Österreich
- Betreuung und Unterstützung der österreichischen Stotterer-Selbsthilfegruppen
- Organisation und Durchführung von Seminaren
- Aktualisierung der seit 1995 aufgelegten Bücher- und Videoliste zum Thema Stottern
- Vertrieb von Büchern, Prospekten und Informationsmaterial zum Thema

## Projekte
Die ÖSIS initiiert und erarbeitet spezielle Fragestellungen zur Redeflussstörung Stottern in Form von Projekten (Auswahl):
- Begegnungswochenende am Attersee im Juni
- Feriencamp für stotternde Kinder und Jugendliche am Attersee im Juli

Der Verein vertreibt über sein Büro österreichweit Literatur zum Thema und kooperiert zu diesem Zweck mit dem Demosthenes Verlag und der deutschen Bundesvereinigung Stottern & Selbsthilfe.
Den Welttag des Stotterns (22. Oktober) nimmt der Verein regelmäßig zum Anlass zur Durchführung einer Informationsveranstaltung, um über die Situation von Menschen mit Redeflussstörungen und ihren Angehörigen aufzuklären und zu informieren.

## Publikationen
Die ÖSIS gibt das Mitgliedermagazin 'dialog' heraus, welches seit 2008 halbjährlich erscheint.